# 佐藤与助
佐藤 与助(與助)（さとう よすけ、1890年11月1日 - 1971年）は、日本の資源工学者。専門は採炭学、及び日本の炭鉱・炭田に関する史的研究。

## 経歴・人物
三宅長市の三男として福岡市に生まれ、炭鉱経営者で篤志家であった佐藤慶太郎の養子となる。1910年福岡県立中学修猷館、1913年7月第五高等学校工科を経て、1916年7月九州帝国大学工学部採炭学科を卒業。
卒業後、九州帝国大学工学部講師となり、1918年9月採炭学研究のため欧米に留学、1920年6月に帰国後、明治専門学校（現・九州工業大学）の教授に就任し、鉱山学科長、および採炭学科長を務めた。その後、東北帝国大学工学部講師を経て、1947年9月同教授に就任、1948年8月同鉱山学科主任教授となる。1954年停年により退官。
父・慶太郎が設立した、日本生活協会長、日本生活学院長、佐藤新興生活館（現・山の上ホテル）長、佐藤育英財団理事長なども務めた。